# London-Marathon 2012
| 32. London-Marathon    | 32. London-Marathon                |
| ---------------------- | ---------------------------------- |
| Stadt                  | London, Vereinigtes Königreich     |
| Datum                  | 22. April 2012                     |
| Distanz                | 42,195 Kilometer                   |
| Sieger                 |                                    |
| Männer                 | Wilson Kipsang (2:04:44 h)         |
| Frauen                 | Mary Jepkosgei Keitany (2:18:37 h) |
| ← London-Marathon 2011 | London-Marathon 2013 →             |
| Website                | Offizielle Website                 |

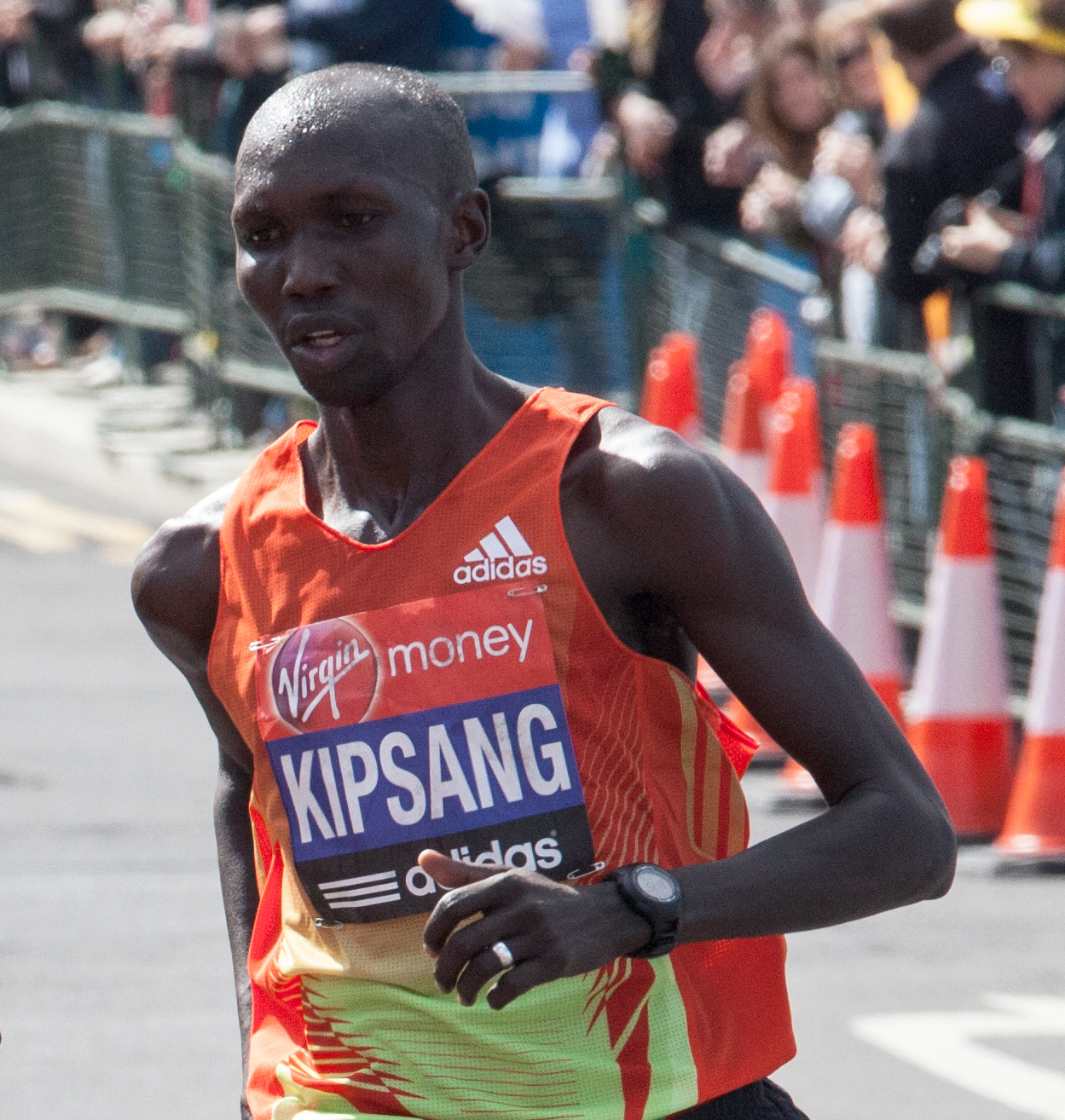
Wilson Kipsang

Der London-Marathon 2012 war die 32. Ausgabe der jährlich stattfindenden Laufveranstaltung in London, Vereinigtes Königreich. Der Marathon fand am 22. April 2012 statt und war der zweite World Marathon Majors des Jahres.
Bei den Männern gewann Wilson Kipsang in 2:04:44 h und bei den Frauen Mary Jepkosgei Keitany in 2:18:37 h.

## Ergebnisse

### Männer
| Platz | Athlet                     | Land      | Zeit (h) |
| ----- | -------------------------- | --------- | -------- |
| 01    | Wilson Kipsang             | Kenia     | 2:04:44  |
| 02    | Martin Kiptoo Lel          | Kenia     | 2:06:51  |
| 03    | Tsegay Kebede              | Äthiopien | 2:06:52  |
| 04    | Adil Annani                | Marokko   | 2:07:43  |
| 05    | Jaouad Gharib              | Marokko   | 2:07:44  |
| 06    | Abel Kirui                 | Kenia     | 2:07:56  |
| 07    | Emmanuel Kipchirchir Mutai | Kenia     | 2:08:01  |
| 08    | Marílson dos Santos        | Brasilien | 2:08:03  |
| 09    | Samuel Tsegay              | Eritrea   | 2:08:06  |
| 10    | Feyisa Lilesa              | Äthiopien | 2:08:20  |

### Frauen
| Platz | Athletin                  | Land        | Zeit (h) |
| ----- | ------------------------- | ----------- | -------- |
| 01    | Mary Jepkosgei Keitany    | Kenia       | 2:18:37  |
| 02    | Edna Ngeringwony Kiplagat | Kenia       | 2:19:50  |
| 03    | Priscah Jeptoo            | Kenia       | 2:20:14  |
| 04    | Florence Jebet Kiplagat   | Kenia       | 2:20:57  |
| 05    | Lucy Wangui Kabuu         | Kenia       | 2:23:12  |
| 06    | Aberu Kebede              | Äthiopien   | 2:24:04  |
| 07    | Irina Mikitenko           | Deutschland | 2:24:53  |
| 08    | Jéssica Augusto           | Portugal    | 2:24:59  |
| 09    | Atsede Baysa              | Äthiopien   | 2:25:59  |
| 10    | Jeļena Prokopčuka         | Lettland    | 2:27:04  |